# Veronika Sellier
Veronika Sellier (* 1950 in Duisburg) ist eine schweizerische Dramaturgin, Journalistin und Kunsthistorikerin.

## Leben
Sellier studierte Kunstgeschichte und Theaterwissenschaften an der Ludwig-Maximilians-Universität München und der Universität Paris IV. 1981 wurde sie in München mit der Dissertation Das Christusbild in der Französischen Malerei des 19. Jahrhunderts promoviert. Danach fertigte sie verschiedene Übersetzungen aus dem Französischen an und arbeitete als Dramaturgin in Frankreich, Deutschland und der Schweiz sowie als Mitarbeiterin beim Hessischen Rundfunk.
Von 1998 bis 2014 leitete sie die Abteilung Theater und Literatur des Migros-Kulturprozents, ausserdem war sie Direktorin der ebenfalls zum Kulturprozent gehörenden Künstlerresidenz L’Arc (kurz für Littérature et atelier de réflexion contemporaine) in Romainmotier. In ihrer Zeit wurde L’Arc „für Autorinnen und Autoren und Kunstschaffende für Labors, Workshops, Symposien und Werkstattgespräche geöffnet.“
Sellier lehrt an der ETH Zürich, der Hochschule der Künste Bern und der Hochschule Luzern Design & Kunst. Ausserdem ist sie Lektorin für den Verlag Zuckerhut.